# شث ثلاثي الأقسام
شث ثلاثي الأقسام (الاسم العلمي:Dodonaea trifida) هو نوع من النباتات يتبع جنس الشث من الفصيلة الصابونية.